# 卡尔卡尼
卡尔卡尼（法語：Carcagny，法語發音：[kaʁkaɲi] ⓘ）是法国卡尔瓦多斯省的一个市镇，位于该省北部偏西，属于卡昂区。

## 地理
卡尔卡尼（49°14'20"N, 0°37'7"W）面积4.15 平方千米，位于法国诺曼底大区卡爾瓦多斯省，该省份为法国西北部沿海省份，北濒大西洋英吉利海峡，东北与滨海塞纳省以海上边界相接，东临厄尔省，南至奧恩省，西与芒什省接壤。
与卡尔卡尼接壤的市镇（或旧市镇、城区）包括：迪西圣玛格丽特、卢塞勒、诺南、瑟勒河畔沃、贝桑地区穆兰。

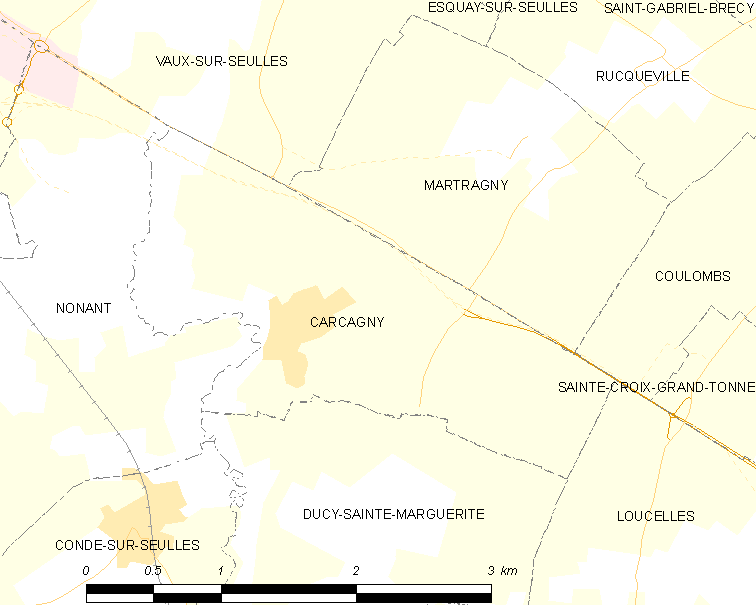
卡尔卡尼的OSM定位图

卡尔卡尼的时区为UTC+01:00、UTC+02:00（夏令时）。

## 行政
卡尔卡尼的邮政编码为14740，INSEE市镇编码为14135。

## 政治
卡尔卡尼所属的省级选区为蒂和米县。

## 人口

1962-2008年间卡尔卡尼人口变化图示

卡尔卡尼于2022年1月1日时的人口数量为275人。